# DINK
DINK é um acrônimo em inglês para double income, no kids, ou dupla renda/rendimento, sem filhos é um termo utilizado para definição de padrões de consumo referentes ao perfil de novos arranjos familiares, neste caso, os casais sem filhos. Também se usa DINC (double income, no children). Neste caso se traduz no Brasil como DINC = Duplo Ingresso, Nenhuma Criança.
Estudo da Escola Nacional de Ciências Estatísticas (ENCE) do IBGE mostrou que o número de casais DINC no Brasil dobrou de tamanho entre 1996 e o ano 2006, passando de cerca de um milhão para dois milhões de casais, no período. A família DINC é um arranjo domiciliar que já representa quase 4% do total dos domicílios brasileiros ocupados. O artigo "Novos arranjos domiciliares: condições socioeconômicas dos casais de dupla renda e sem filhos (DINC)" de Luiz Felipe Walter Barros, José Eustáquio Diniz Alves e Suzana Cavenaghi pode ser acessado no link abaixo:
http://www.abep.nepo.unicamp.br/encontro2008/docsPDF/ABEP2008_1064.pdf
Além de casais que ainda não geraram filhos, neste grupo de consumidores incluem-se também casais homossexuais sem filhos gerados ou adotados, pessoas de meia-idade que já criaram seus filhos e casais que não querem ou não podem ter filhos.